# Eckhardt Schultz
Eckhardt Schultz (Wolfsburg, 12 dicembre 1964) è un ex canottiere tedesco.

## Palmarès

### Olimpiadi
- 1 medaglia:
  - 1 oro (Seul 1988 nell'otto)